# آکلا
آکلا (روسی: Акелла) شرکت بازی ویدئویی روسیه است، که در سال ۱۹۹۳ تأسیس شد.